# Mir (svemirska postaja)
Mir (ruski: Мир, što na ruskom može značiti mir ili svijet) je bila prva sovjetska modularna svemirska postaja. To je bila prva stalno naseljena dugovječna stanica u svemiru. Još uvijek drži rekord za najduži boravak ljudi u svemiru, koji iznosi osam dana kraće od 10 godina. Ova stanica je bila dostupna astronautima iz raznih zemalja. Mir se održao u svemiru uspješnim povezivanjem nekoliko modula, koji su se lansirali odvojeno u razdoblju od 19. veljače 1986. do 1996. Stanica je postojala do 23. ožujka 2001. nakon čega je namjerno vraćena iz orbite i razorena pri povratku u atmosferu.

## Povijesni pregled
Mir se zasnovao na nekoliko Saljut svemirskih stanica koje je Sovjetski Savez prethodno lansirao u svemir. Svrha ove stanice bila je omogućiti veliki i naseljivi znanstveni laboratorij u svemiru. 
SAD su planirale izgraditi svemirsku stanicu Freedom (sloboda) kao dvojnika stanice Mir, ali je ovo odbačeno nakon što je Sovjetski Savez omogućio međunarodnu suradnju. Nakon završetka hladnog rata suradnja Amerike i Rusije na stanici Mir je ojačala, a sama stanica je tada bila najveća svemirska stanica u čitavoj dotadašnjoj povijesti s masom od 120 tona. Unutrašnjost stanice podsjećala je na labirint prepunjen znanstvenim instrumentima, slikama i osobnim stvarima. Obično su na njoj boravila tri člana, ali se događalo da boravi i šest članova istovremeno u razdoblju od po jedan mjesec. Stanica Mir, osim u dva kratka razdoblja, je stalno bila naseljena sve do kolovoza 1999.
Putovanje ove svemirske stanice okončalo je 23. ožujka 2001. kada je Mir ušao u Zemljinu atmosferu na području iznad Fidžija i srušio se u južni Pacifik. Pred kraj ove misije postojali su i planove za otkupljenje stanice za otvaranje privatne televizije/filmskog studija. Da bi se stanica ponovo osigurala posada privatno-financirane misije Sojuz je posjetila stanicu Mir po zadnji put. Iako je Rusija bila optimistična o budućnosti ove stanice, na međunarodnom planu se vjerovalo da je ona već zastarjela. Rusija je predlagala i da se Mir uključi u ISS, ali je to NASA odbila i pri slanju prvih ISS komponenata inzistirala na orbiti koja je onemogućavala prijenos materijala i ljudi između dvije stanice. Mnogi i danas smatraju da je ovime izgubljena velika količina novca potrebna za slanje materijala u svemir.

## Vanjske poveznice
- Stranica s detaljnim dijagramima slikama i informacijama o stanici Mir